# Jean-Jacques Pauvert
Jean-Jacques Pauvert (* 8. April 1926 in Paris; † 27. September 2014 in Toulon) war ein französischer Verleger und Autor.

## Wirken
Pauvert publizierte vor allem marginalisierte und unterdrückte Schriften der französischen Literatur, insbesondere die von Donatien Alphonse François de Sade. Zudem entdeckte er etliche neue Talente wie Albertine Sarrazin, Jean Carrière, Hortense Dufour, Françoise Lefèvre, Brigitte Lozerec’h und Mario Mercier.
1942 arbeitete der 15-Jährige bei Gallimard, wo er Jean Paulhan kennenlernte. Nach dem Zweiten Weltkrieg gründete er die Éditions du Palimugre und brachte Texte von Sartre, Montherlant, Léautaud und Flaubert heraus. Zwischen 1947 und 1952 edierte er Juliette, Justine, Die 120 Tage von Sodom und Die Philosophie im Boudoir von de Sade.
1954 publizierte er durch Vermittlung von Paulhan die Geschichte der O von Pauline Réage.
1956 gab es polizeiliche Ermittlungen gegen Pauvert wegen seiner Publikationen von de Sade und Réage. 1958 wurde ein Jugendverbot für einige der Bücher ausgesprochen.
Zwischen 1958 und 1983 verlegte Pauvert folgende Werke und Autoren:
- Dictionnaire de la langue française von Émile Littré in sieben Bänden (1956–1959)
- Georges Darien
- Georges Bataille
- André Breton
- Erckmann-Chatrian
- Die komplette Werkausgabe von Victor Hugo
- l’Histoire de l’art von Élie Faure
- Pierre Klossowski
- Raymond Roussel
- Charles Cros
- Albertine Sarrazin
- Sophie de Ségur
- Oskar Panizza
- Fulcanelli
- Eugène Canseliet
- Salvador Dalí
- Charles Robert Maturin
- René de Solier
- Monsieur Nicolas ou le cœur humain dévoilé von Restif de la Bretonne
- Honoré de Balzac
- Françoise Sagan
- Die Collagenbände und Frottagen von Max Ernst und die Ernst-Biographie von Patrick Waldberg

1972 bekam sein Autor Jean Carrière den Prix Goncourt für den Roman L’Épervier de Maheux.
Im Jahr 2004 veröffentlichte er seine Autobiographie unter dem Titel La traversée du livre, die bis in das Jahr 1968 zurückreicht. Pauvert starb am 27. September 2014 im Alter von 88 Jahren in einem Krankenhaus in Toulon.

## Bibliographie von Pauvert als Autor
- Anthologie historique des lectures érotiques. 4 Bände. 1979ff. 2. Auflage: Stock, Paris 1995ff.:
  - Band 1: De Gilgamesh à Saint-Just (-2000 à 1790). 1995, ISBN 2-234-04532-0.
  - Band 2: De Sade à Victoria (1791–1904). 1995, ISBN 2-234-04533-9.
  - Band 3: De Guillaume Apollinaire à Philippe Pétain (1905–1944). 1995, ISBN 2-234-04534-7.
  - Band 4: D'Eisenhower à Emmanuelle (1945–1980). 1996, ISBN 2-234-04535-5.
  - Band 5: De l’infini au zéro (1985–2000). 2001, ISBN 2-234-05379-X.
- Sade vivant, 3 volumes, éd. Robert Laffont, 1986–1990. Prix des Deux Magots. Deutsch: Der göttliche Marquis. 2 Bände. List Verlag, München 1991 ISBN 3-471-78426-8.
- Nouveaux (et moins nouveaux) visages de la censure, suivi de l’Affaire Sade. Les Belles Lettres, 1994.
- L’Amour à la française, ou l’Exception étrange. Rocher, 1997.
- Apollinaire et Monaco. Rocher, 1999.
- La Littérature érotique. Flammarion/Dominos, 2000.
- La Traversée du livre. Viviane Hamy, 2004.